# Юрченко Петро Хомович
Петро́ Хо́мович Ю́рченко (8 (21) березня 1913, Білашки — 29 листопада 2002, Москва) — радянський офіцер, Герой Радянського Союзу, в роки радянсько-фінської війни командир взводу 108-го танкового батальйону 35-ї танкової бригади 7-ї армії Північно-Західного фронту, лейтенант.

## Біографія
Народився 21 березня 1913 року в селі Білашки (нині Тальнівського району Черкаської області Україна) в селянській родині. Українець. Член ВКП(б)/КПРС з 1940 року. Закінчив два курси залізничного технікуму.
У Червоній Армії з 1933 року. У 1937 році закінчив Саратовське бронетанкове училище. Під час радянсько-фінської війни 1939—1940 років командир взводу 108-го танкового батальйону (35-та танкова бригада, 7-ма армія, Північно-Західний фронт) лейтенант Петро Юрченко брав участь у чотирнадцяти танкових атаках, активно вів розвідку, блокував ворожі доти.
5 лютого 1940 року при блокуванні доту Хотиненського вузла танк лейтенанта Юрченко отримав пробоїну і загорівся. Незважаючи на поранення, вивів пошкоджену бойову машину із зони обстрілу і загасив пожежу.
Указом Президії Верховної Ради СРСР від 21 березня 1940 року «за зразкове виконання бойових завдань командування на фронті боротьби з фінською білогвардійщиною і проявлені при цьому відвагу і геройство» лейтенанту Юрченко Петру Хомовичу присвоєно звання Героя Радянського Союзу з врученням ордена Леніна і медалі «Золота Зірка» (№ 444).
У боях радянсько-німецької війни з жовтня 1941 року. У першому бою, командуючи танковою ротою, Юрченко влаштував засідку на Мінському шосе в районі села Ляхово Смоленської області. Важкі танки КВ роти капітана Юрченко вийшли з капонірів і, маневруючи, вели вогонь з коротких зупинок. Цілі були настільки близько, що майже кожен снаряд — пряме влучання. Жодна ворожа машина не пройшла по Мінській автостраді. Було знищено до 20 танків противника.
Далі Юрченко брав участь в обороні Москви, був командиром танкового батальйону, заступником командира танкової бригади.
У серпні 1942 року 106-та танкова бригада під командуванням підполковника Юрченко у складі 12-го танкового корпусу 3-ї танкової армії брала участь у прориві оборони фашистів у районі населених пунктів Гринь, Вейно та Госьково і в успішних наступальних бойових діях на рубежі рік Жиздра і Витебеть. Підтягнувши додаткові сили, противник, прагнучи повернути втрачені позиції, робив численні контратаки. Але танкісти 106-ї бригади, керовані Юрченком, до 12 вересня 1942 року успішно відбивали натиск ворога, знищивши 24 танки та багато живої сили противника.
Восени 1942 року полковник Юрченко командував 7-ю танковою бригадою. Танкісти Юрченко, постійно контратакуючи противника північніше міста Воронежа, тримали його в постійній напрузі, перешкоджаючи перекидання військ з цієї ділянки фронту в Сталінград.
У січні-лютому 1943 року 7-ма танкова бригада під командуванням Юрченко пройшла з боями від Воронежа до Курська. Після цього влітку 1943 року Юрченко, командуючи 68-ю танковою бригадою, брав участь у запеклих боях на Курській дузі в складі Брянського і Центрального фронтів.
Після Перемоги над гітлерівською Німеччиною продовжував службу в армії. У 1950 році він заочно закінчив Військову академію бронетанкових і механізованих військ, а в 1956 році — Військову академію Генерального штабу. У 1956—1962 роках — заступник командира танкової дивізії. З 11 серпня 1962 року за власним бажанням (у зв'язку зі станом здоров'я) полковник П. Х. Юрченко — в запасі.
Жив у Москві. У 1967 році закінчив вечірнє відділення Московського інженерно-економічного інституту. До відходу на пенсію працював у Міністерстві сільського будівництва СРСР. Помер 29 листопада 2002 року. Похований на Троєкуровському кладовищі в Москві (ділянка 10).

## Нагороди
Нагороджений орденом Леніна, чотирма орденами Червоного Прапора, двома орденами Вітчизняної війни 1-го ступеня, орденом Червоної Зірки, медалями, а також орденом Чехословацької Республіки та орденом Польської Республіки.
Указом Президента РФ від 6 вересня 1996 року № 1331 полковник у відставці Юрченко П. Х. нагороджений орденом Жукова.